# Juji Riders
Juji Riders är rockgruppen Henrik Venant & Lyxorkestern enda album, utgivet 1983. All musik och text är skriven av Henrik Venant. Albumet är utgivet på skivbolaget Silence Records.

## Låtförteckning
1. Bogarts Hjärta (3:13)
2. Glöd glöd glöd (3:28)
3. Fest i Spansk by (2:33)
4. Fjäderstorm (4:00)
5. Hallusyren (3:46)
6. Längtan låst i trygghet (3:16)
7. Kärlek under hot (3:26)
8. Se mig i dig (2:29)
9. Glad (2:40)
10. Vem är Mr. Snap Snap? (5:49)